# Анна на шиї (оповідання)
«Анна на шиї» (рос. Анна на шее) — оповідання А. П. Чехова, перша публікація 1895 року.

## Сюжет
У своїх записках Чехов описав сюжет оповідання «Анна на шиї», тоді ще не написаного: «Бідна дівчина, гімназистка, має 5 братів, виходить за багатого чиновника, який дорікає їй кожним шматком хліба, вимагає послуху, подяки, знущається з її рідні. „Кожна людина повинна мати свої обов'язки“. Вона все терпить і боїться суперечити, щоб не впасти в колишню бідність. Начальник запрошує її на бал. На балу вона викликає фурор. Поважний чоловік закохується в неї, робить коханкою (вона забезпечена і тепер). Коли вона побачила, що начальство упадає коло неї, що чоловікові вона потрібна, то вже говорить до нього з презирством: — Ідіть ви геть, дурню!» Закінчення оповідання аналогічне, за винятком того, що Анна там набагато старша і має двох братів.
Сама назва оповідання двозначна. Вона пов'язана з орденом Святої Анни і способом його носіння. Чоловік Анни, Модест Олексійович, отримує за сюжетом другий ступінь нагороди, хрест, який потрібно носити на шиї.

## Історія публікації
15 жовтня 1895 року Чехов послав текст оповідання Василю Соболевському, редактору видання «Російські Відомості». Твір було опубліковано у випуску № 292 від 22 жовтня 1895 року.
В оновленій версії (зокрема, воно було поділене на дві глави з додаванням численних подробиць, які надали більшу виразність характеру героїні) оповідання було вміщене в дев'ятий том зібрання творів А. П. Чехова, опублікована видавцем Адольфом Марксом у 1899—1901. У своїй остаточній версії, остання частина оповідання написана виключно від імені головної героїні, яка стала більш життєрадісною, самовдоволеною і віддаленою від своєї сім'ї. Численні деталі сатиричного характеру були додані до опису Модеста Олексійовича.

## Відгуки критиків
Письменник і критик Юрій Говоруха-Отрок у своїй статті, написанній у жовтні 1895 року, порівнює оповідання Чехова зі схожими сюжетами О. М. Островського, підсумовуючи, що в той час коли останній прагне надати сюжету характер драми і трагедії, Чехов задовольняється комічним підходом, який він розробив у своїх попередніх творах.
У 1904 році критик Юрій Дягілєв (писав під псевдонімом Ю. Череда), аналізуючи розповіді «Анна на шиї» і «Будинок з мезоніном», дійшов висновку, що Чехова і Достоєвського потрібно вважати співцями «міщанського щастя».

## Цікаві факти
За оповіданням А. П. Чехова «Анна на шиї» у 1954 році в СРСР був знятий фільм «Анна на шиї». Фільм подивилося 31,9 млн глядачів. У 1957 році на Міжнародному кінофестивалі в Італії фільм був удостоєний «Золотої оливкової гілки».